# Gary Hamilton
Gary Hamilton (ur. 6 października 1980 w Banbridge) – północnoirlandzki piłkarz, grający na pozycji napastnika.

## Kariera klubowa
Hamilton profesjonalną karierę rozpoczął w Anglii. Nie zrobił jednak furory ani w Blackburn Rovers, ani w czwartoligowym wówczas Rochdale AFC. Wyjechał do Norwegii, w barwach drugoligowego Raufoss IL, rozegrał jednak ledwie siedem meczów. Latem 2001 roku trafił do Irlandii Północnej. Przez pięć sezonów reprezentował barwy Portadown F.C., kolejne cztery spędził w Glentoran F.C., a od początku sezonu 2010/11 jest zawodnikiem Glenavon F.C.

## Kariera reprezentacyjna
W reprezentacji Irlandii Północnej zadebiutował 3 czerwca 2003 roku w towarzyskim meczu przeciwko Włochom. Na boisku pojawił się w 75 minucie meczu.
| Mecze i gole w reprezentacji | Mecze i gole w reprezentacji | Mecze i gole w reprezentacji    | Mecze i gole w reprezentacji | Mecze i gole w reprezentacji | Mecze i gole w reprezentacji | Mecze i gole w reprezentacji |
| #                            | Data                         | Stadion                         | Rywal                        | Wynik                        | Gol                          | Rozgrywki                    |
| 2003                         | 2003                         | 2003                            | 2003                         | 2003                         | 2003                         | 2003                         |
| ---------------------------- | ---------------------------- | ------------------------------- | ---------------------------- | ---------------------------- | ---------------------------- | ---------------------------- |
| 1.                           | 03.06.2003                   | Campobasso, Włochy              | Włochy                       | 0:2                          | 0                            | towarzyski                   |
| 2004                         |                              |                                 |                              |                              |                              |                              |
| 2.                           | 28.04.2004                   | Belfast, Irlandia Północna      | Serbia i Czarnogóra          | 1:1                          | 0                            | towarzyski                   |
| 3.                           | 30.05.2004                   | Waterford, Barbados             | Barbados                     | 1:1                          | 0                            | towarzyski                   |
| 4.                           | 02.06.2004                   | Basseterre, Saint Kitts i Nevis | Saint Kitts i Nevis          | 2:0                          | 0                            | towarzyski                   |
| 5.                           | 18.08.2004                   | Zurych, Szwajcaria              | Szwajcaria                   | 0:0                          | 0                            | towarzyski                   |

## Sukcesy
Portadown
- Mistrzostwo Irlandii Płn.: 2002
- Puchar Irlandii Płn.: 2005

Glentoran
- Mistrzostwo Irlandii Płn.: 2009
- Puchar Ligi Irlandii Płn.: 2007, 2010

### Indywidualne
- Król strzelców IFA Premiership: 2007